# Callitomis distorta
Callitomis distorta là một loài bướm đêm thuộc phân họ Arctiinae, họ Erebidae.